# Helge Strömbäck

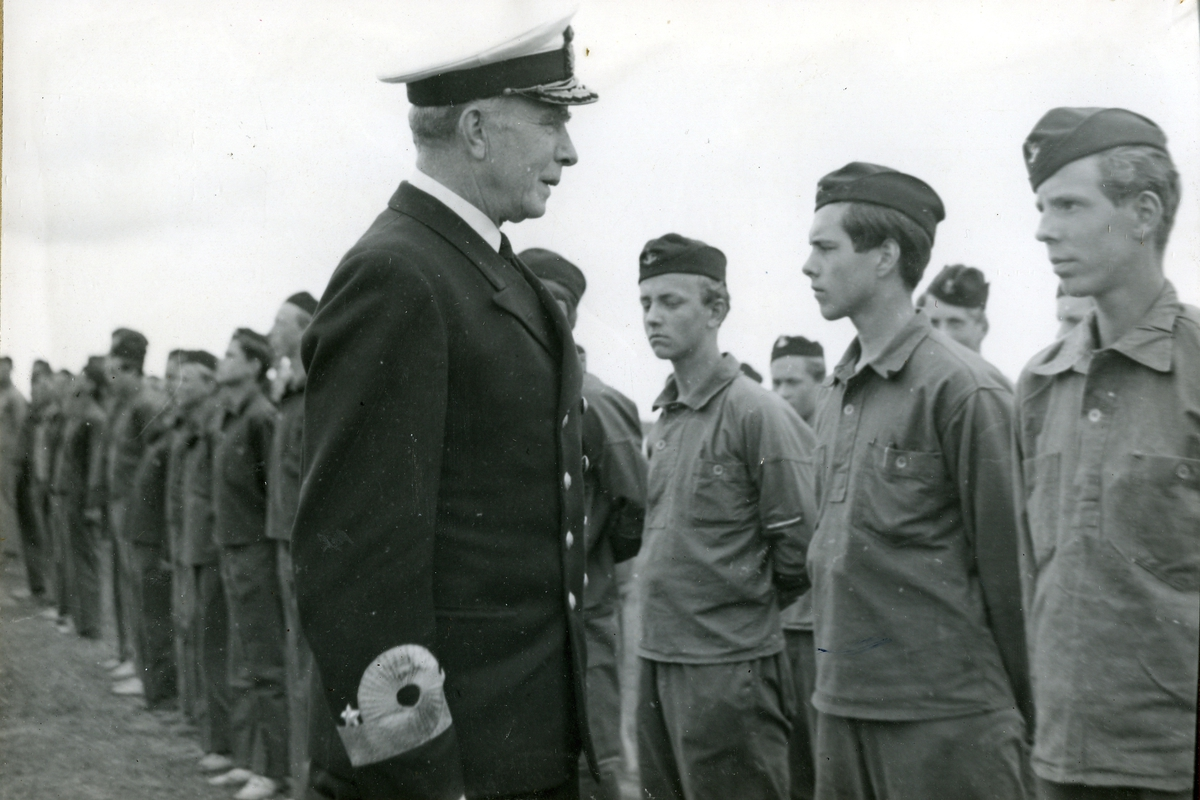
Viceamiral Helge Strömbäck inspekterar Sjövärnskårens aspirantskola på Dalarö skans cirka 1950.

Helge Hjalmar Immanuel Strömbäck, född 26 juli 1889 i Delsbo, Gävleborgs län, död 20 mars 1960 i Stockholm, var en svensk sjömilitär (viceamiral) och marinchef 1945–1953. Han var bror till Dag Strömbäck.

## Biografi
Strömbäck avlade sjöofficersexamen vid Kungliga Sjökrigsskolan 1909 och utnämndes då till underlöjtnant. Han blev löjtnant 1913, kommendörkapten av andra graden 1933 och av första graden 1937, kommendör 1939, viceamiral 1945. Strömbäck invaldes som ledamot av Kungliga Örlogsmannasällskapet 1925 (hedersledamot 1943).
Han var fartygschef för bland andra torpedbåt nr 9 (1914), torpedbåten HMS Argo (1917–1918), jagaren HMS Nordenskjöld 1931–1932 och flygplanskryssaren HMS Gotland 1936–1937. Ett antal kommenderingar som adjutant på divisions- och flottiljnivå. Sekreterare i 1929 års försvarsutredning, sekreterare i riksdagens försvarsutskott 1936, flaggkapten i Kustflottan 1939–1941 och chef för marinen 1945–1953.
Helge Strömbäck är begravd på Galärvarvskyrkogården i Stockholm.

## Utmärkelser

### Svenska utmärkelser
- Konung Gustaf V:s jubileumsminnestecken med anledning av 90-årsdagen, 1948.[7]
- Kommendör med stora korset av Svärdsorden, 6 juni 1945.[8]
- Kommendör av första klassen av Svärdsorden, 6 juni 1944.[9]
- Riddare av Svärdsorden, 1930.[10]
- Riddare av Nordstjärneorden, 1935.[11]
- Riddare av Vasaorden, 1926.[12]

### Utländska utmärkelser
- Storofficer av Brasilianska Sjöförtjänstorden, senast 1950.[7]
- Storkorset av Chilenska förtjänstorden, senast 1955.[13]
- Storkorset av Danska Dannebrogorden, senast 1947.[14]
- Riddare av Danska Dannebrogorden, senast 1931.[15]
- Första klassen med kraschan med svärd av Finska Frihetskorsets orden, senast 1950.[7]
- Riddare av första klassen av Finlands Vita Ros’ orden, senast 1931.[15]
- Kommendör av andra klassen av Finlands Vita Ros’ orden, senast 1940.[16]
- Storofficer av Franska Hederslegionen, senast 1955.[13]
- Kommendör av första klassen av Mexikanska Aztekiska Örnorden, senast 1940.[16]
- Officer med svärd av Nederländska Oranien-Nassauorden, senast 1940.[16]
- Storkorset av Norska Sankt Olavs orden, senast 1950.[7]
- Storkorset av Polska Polonia Restituta, senast 1947.[14]
- Officer av Polska Polonia Restituta orden, senast 1940.[16]
- Riddare av Spanska Sjöförtjänstorden, senast 1931.[15]
- Kommendör av Tyska örnens orden, senast 1942.[17]
- Storofficer av Venezuelas Bolivarorden, senast 1947.[14]